# 肌醇2-脱氢酶
肌醇2-脱氢酶（英語：inositol 2-dehydrogenase，EC 1.1.1.18 （页面存档备份，存于））是一种以NAD+或NADP+为受体、作用于供体CH-OH基团上的氧化还原酶，化学式为:C1620H2618O495N460S10。这种酶能催化以下酶促反应：
myo-肌醇 + NAD+ {\displaystyle \rightleftharpoons } 2,4,6/3,5-五羟基环己酮 + NADH + H+
肌醇2-脱氢酶主要参与肌醇及肌醇磷酸酯的代谢过程。